# Assefa Mezgebu
Assefa Mezgebu (ur. 19 czerwca 1978) – etiopski lekkoatleta, specjalista od biegów długich, medalista igrzysk olimpijskich i mistrzostw świata. Dwukrotny olimpijczyk (1996, 2000).

## Sukcesy
- 2 złote medale na Mistrzostwach Świata Juniorów w Lekkoatletyce (bieg na 5000 metrów i bieg na 10 000 metrów Sydney 1996)
- brąz (indywidualnie) oraz srebro (drużynowo) podczas Mistrzostw świata w biegach przełajowych (Marrakesz 1998)
- brązowy medal Mistrzostw Świata w Lekkoatletyce (bieg na 10 000 m Sewilla 1999)
- złoto Igrzysk afrykańskich (bieg na 10 000 m Johannesburg 1999)
- 2 srebrne medale (indywidualnie oraz w drużynie) podczas Mistrzostw świata w biegach przełajowych (Vilamoura 2000)
- brąz Igrzysk olimpijskich (bieg na 10 000 m Sydney 2000)
- srebrny medal Mistrzostw Świata w Lekkoatletyce (bieg na 10 000 m Edmonton 2001)

Mezgebu ma również w dorobku inne medale Mistrzostw świata w biegach przełajowych: brązowe w drużynie (1996 i 1997) oraz złoto indywidualnie i srebro drużynowo w biegu juniorów (1995), znaczne sukcesy w biegach przełajowych notował również jego starszy brat – Ayele.

## Rekordy życiowe
- bieg na 3000 metrów - 7:28,45 (1998)
- bieg na 5000 metrów - 12:53,84 (1998)
- bieg na 10 000 metrów - 26:49,90 (2002)